# De verleidster van Florence
De verleidster van Florence is een roman van Salman Rushdie uit 2008. Het is volgens de auteur het boek waarvoor hij de meeste research heeft gedaan. Achter in het boek staat een uitgebreide literatuurlijst, met daarbij de opmerking dat het gaat om een onvolledige lijst. In het verhaal worden de oosterse, de westerse en de nieuwe wereld vervlochten.

## Verhaal
De hoofdpersoon van het boek is Niccolò Vespucci alias Mogor dell'amore (buiten het huwelijk geboren Mogol), een gladde en bloemrijke prater, tevens goochelaar, met kennelijk zijn wortels in Florence. Bij het schip van een Schotse lord weet hij, naast vele rijkdommen, een brief van de koningin van Engeland voor de Indiase Mogol te bemachtigen. Met hulp van zijn praatjes en een prostituee weet hij bij Mogol Akbar de Grote te komen, brengt de brief, beweert de oom te zijn van de Mogol, en slaagt erin de gelegenheid te krijgen zijn verhaal te vertellen.
Dat verhaal begint bij drie vrienden uit Florence en bij een in de vergetelheid geraakte Indiase prinses, die samen met een dubbelgangster, de Spiegel, is vertrokken. Deze prinses, Qara Köz, komt terecht in Florence, en krijgt daar hulp van de drie vrienden. Zij verovert door tovenarij de harten van velen (waaraan de titel van het boek is ontleend), maar houdt dat niet vol. Samen met een van de vrienden (een broer van Amerigo Vespucci) en de Spiegel vertrekt zij naar de nieuwe wereld. Daar zou zij Niccolò Vespucci hebben gebaard. Maar er klopt iets niet met de leeftijd, want hij is veel te jong. De Mogol suggereert dat dat alleen kan worden verklaard doordat een dochter van Qara Köz, na incest, de moeder moet zijn geweest, en de hoofdpersoon verliest alle opgebouwde privileges. Via de verschijning van Qara Köz komt de waarheid boven tafel. Niet zij, maar de Spiegel was de oma van Niccolò, maar zelf wist hij dat niet.